# Comando Militar do Norte
O Comando Militar do Norte (CMN) é um dos comandos militares de área do Exército Brasileiro, com sede em Belém (PA).
É o comando de área que compreende os estados do Amapá, Maranhão e Pará, além de parte do estado do Tocantins. Foi criado pela portaria nº 142, de 13 de março de 2013.

## Contexto da criação
Dada as particularidades de emprego da força no lado ocidental do Comando Militar da Amazônia (CMA), mais voltados ao combate a delitos transfronteiriços como o narcotráfico, o contrabando e os crimes ambientais, dentre outros, diferente do emprego no lado oriental, normalmente em ações de garantia da lei e da ordem, com enfoque à proteção de infraestruturas estratégicas, combate à exploração ilegal de recursos naturais e conflitos sociais, entre outros, fez-se necessária a divisão e criação de um novo comando militar, a princípio com 10 mil dos 27 mil homens então existentes no CMA, mas com previsão de reforços.
A criação reflete a crescente importância da Amazônia para a política de defesa nacional. Ao dividir os comandos amazônicos em áreas menores, cada um pode ser mais eficiente. A divisão dos comandos converge com o pensamento geopolítico de Carlos de Meira Mattos, que décadas antes já distinguia necessidades diferentes das Amazônias Ocidental e Oriental.

## Organizações militares subordinadas
- Comando Militar do Norte
  - Comando do Comando Militar do Norte - Belém - PA
  - Colégio Militar de Belém - Belém - PA
  - 8º Centro de Telemática de Área - Belém - PA
  - 2° Batalhão de Comunicação e Guerra Eletrônica de Selva - Belém - PA[7].[8].
  - 8ª Companhia de Inteligência - Belém - PA
  - 15ª Companhia de Polícia do Exército - Belém - PA
  - Destacamento de Aviação do Exército - Belém - PA
- 8ª Região Militar - Belém - PA
  - Comando da 8ª Região Militar - Belém - PA
  - Base de Administração e Apoio da 8ª Região Militar - Belém - PA
  - 8º Centro de Gestão, Contabilidade e Finanças do Exército - Belém - PA
  - Comissão Regional de Obras da 8ª Região Militar Belém - PA
  - Hospital Geral de Belém - Belém - PA
  - Hospital de Guarnição de Marabá- Marabá - PA,
- 8º Grupamento Logístico - Belém - PA
  - Comando do 8º Grupamento Logístico - Belém - PA
  - 8º Batalhão de Suprimento de Selva - Belém - PA
  - 8° Batalhão de Manutenção de Selva - Belém - PA

- 22ª Brigada de Infantaria de Selva - Macapá - AP
  - Comando da 22ª Brigada de Infantaria de Selva - Macapá - AP
  - Companhia de Comando da 22ª Brigada de Infantaria de Selva - Macapá - AP
  - Base Administrativa da 22ª Brigada de Infantaria de Selva - Macapá - AP
  - Comando de Fronteira do Amapá / 34º Batalhão de Infantaria de Selva - Macapá - AP
  - 2º Batalhão de Infantaria de Selva - Belém - PA
  - 24º Batalhão de Infantaria de Selva - São Luís - MA
  - 20º Pelotão de Polícia do Exército - Macapá - AP
  - 22º Pelotão de Comunicações de Selva - Macapá - AP
  - 22ª Base Logística de Selva - Macapá - AP
  - Posto Médico de Guarnição de Macapá - Macapá - AP
- 23ª Brigada de Infantaria de Selva - Marabá - PA
  - Comando da 23ª Brigada de Infantaria de Selva - Marabá - PA
  - Companhia de Comando da 23ª Brigada de Infantaria de Selva - Marabá - PA
  - 50º Batalhão de Infantaria de Selva – Imperatriz - MA
  - 51º Batalhão de Infantaria de Selva - Altamira - PA
  - 52º Batalhão de Infantaria de Selva - Marabá - PA
  - 53º Batalhão de Infantaria de Selva - Itaituba - PA
  - 1º Grupo de Artilharia de Campanha de Selva - Marabá - PA
  - 23º Batalhão Logístico de Selva - Marabá - PA
  - 23ª Companhia de Comunicações de Selva - Marabá - PA
  - 23º Esquadrão de Cavalaria de Selva - Tucuruí - PA
  - 6ª Companhia de Engenharia de Combate de Selva - Marabá - PA
  - 33º Pelotão de Polícia do Exército - Marabá - PA

## Regiões militares
O CMN possui uma única região militar, a 8ª Região Militar, com jurisdição sobre os estados do Pará, Amapá e Maranhão, além da área conhecida como Bico do Papagaio, no estado do Tocantins, limitada ao sul pelos municípios de Wanderlândia, Babaçulândia e Xambioá (estes inclusive), e sede do comando na cidade de Belém.